# Чалоп

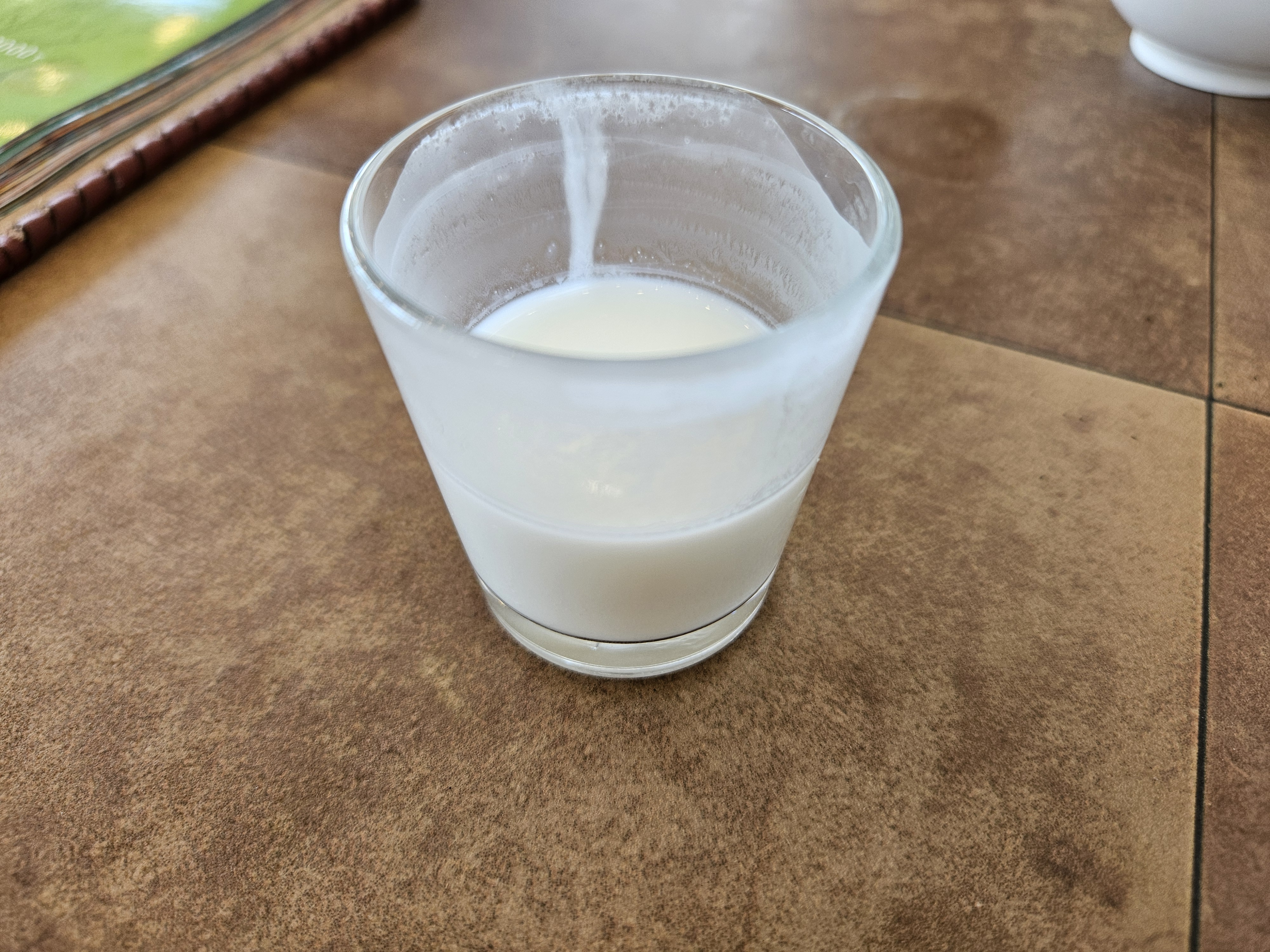
Казахский чалап, Астана, Казахстан

Чало́п (чала́п, кирг. чалап, каз. шалап, узб. chalob, тадж. чолоб), болг. таратор) — общее название кисломолочного напитка или кисломолочного супа с зеленью в ряде кухонь центральноазиатских народов. При добавлении зелени классифицируется как суп, без зелени — как напиток.
В одной из разновидностей изготавливается на основе цельного коровьего молока с добавлением закваски с бифидобактериями.
В киргизской кухне напиток изготавливается из айрана или сюзьмё (кирг. сүзмө) с добавлением родниковой воды и соли. Налажен также промышленный выпуск напитка «Чалап» в литровых пластиковых бутылках.
Холодный суп, национальное узбекское блюдо, представляет собой смесь катыка и молодых свежих овощей.
У кавказских тюрок такая же «молочная окрошка» именуется аксуу (у балкарцев), суусаб (у карачаевцев) и dogramaç (у азербайджанцев). В Турции и её бывших провинциях похожий суп из айрана с зеленью называется джаджик (отсюда греч. дзадзики). На Балканах аналогом может служить таратор.